# Nicolas Darvas
Nicolas Darvas (* 1920 als Miklós Darvas; † 1977 in Paris) war ein ungarischer Tänzer, Börsenspekulant und Autor.

## Tänzer
Darvas studierte an der Péter-Pázmány-Universität in Budapest Wirtschaft und Soziologie. Im Alter von 23 Jahren floh er während des Zweiten Weltkrieges aus Ungarn in die Türkei nach Istanbul. Dort traf er sich mit seiner (angeblichen) Halbschwester Julia Darvas. Er lernte dort tanzen und wurde türkischer Staatsbürger.
1951 emigrierte er in die Vereinigten Staaten, wo er mit seiner Schwester als professioneller Tänzer arbeitete. Das Paar war weltweit auf Tournee und tanzte 1953 zum Beispiel mit Judy Garland und Bob Hope.

## Spekulant
Seine Zeit als Spekulant begann 1952, als er in Toronto statt einer Gage Aktien der Baufirma Brilund im Wert von 3000 Dollar erhielt. Er legte die Aktien beiseite und beachtete sie eine Weile nicht mehr und stellte bei einer beiläufigen Überprüfung fest, dass sich deren Kurs inzwischen verdreifacht hatte. Darvas verkaufte die Aktien und strich dabei einen Gewinn von fast 8000 Dollar ein. Fasziniert von dieser schnellen Art, Geld zu verdienen, las Darvas zwischen seinen Auftritten Bücher über den Aktienmarkt und spekulierte weiter an der Börse. Anfangs machte er dabei Verluste. Darvas verließ sich auf Tipps von Freunden, er studierte die Kurs-Gewinn-Verhältnisse mit der Hilfe von Brokern, aber die Verluste hielten an.

## Autor
Darvas las nach eigenen Angaben in den Jahren rund 200 Bücher über Aktiengeschäfte und Finanzen. Ausschlaggebend waren seine genauen und monatelangen Notizen der Aktienbewegungen und die Erkenntnisse aus seinen Irrtümern, die ihm schließlich den Erfolg brachten. Er handelte von 1952 bis in die frühen sechziger Jahre aktiv an der amerikanischen Börse. Laut John Boiks Buch „Lektionen der größten Aktienhändler aller Zeiten“ verdiente Darvas seit seinem Erfolg mit den Brilund-Aktien 2,45 Millionen Dollar. Den größten Teil davon – so Boik – verdiente Darvas in 18 Monaten, rund 2,25 Millionen Dollar. Boik schreibt weiter, dass die American Stock Exchange den Gebrauch von Stop-Loss-Verkaufsaufträgen aufhob, mit denen Darvas seine Verluste begrenzte. Er beobachtete, dass sich Aktienkurse, bevor sie steigen, in einer bestimmten Bandbreite auf und ab bewegen. Darvas verglich dies mit einem Tänzer, der vor einem großen Sprung in die Hocke geht, um Schwung zu holen. Die oberen und unteren Begrenzungen dieser Bewegungen verglich Darvas mit dem Deckel und dem Boden eines Kastens.
Er entwickelte daraus die Methode „The Box Theory“ (die Kastentheorie). In dem gedachten Kasten hüpft der Kurs wie ein Gummiball auf und ab, ehe er auf einen höheren Level springt. In diesem Augenblick wurde gekauft. Danach wiederholt sich – laut Darvas – das Spiel, bis sich so Kasten auf Kasten türmt. Durchbricht der Aktienkurs den Boden (die untere Marke) eines solchen Kastens, dann wurde die Aktie verkauft. Mit dieser Methode wurde er einer der Pioniere der technischen Chartanalyse.
Manche Kritiker behaupteten, Darvas habe einfach nur Glück bei seinen Spekulationen gehabt, da er in einem sehr starken Markt gehandelt habe. In einem Interview, welches der britische Börsenprofi Mark Crisp auf seiner Webseite veröffentlichte, sagte Darvas 1974, dass er wöchentlich die Charts mit den Durchschnittswerten der letzten sechs Monate angeschaut habe. Wenn die Kurse allgemein sanken, dann sei es eine Börsenflaute. 1957 fand Darvas keine Aktien mehr, die seinen Anforderungen für seine Methode genügt hätten. Kurz darauf folgte eine Baisse.
In den sechziger Jahren zog sich Darvas endgültig von der Börse zurück. Er gab Interviews und schrieb Bücher. Laut der Zeitschrift Time ermittelte 1960 die Staatsanwaltschaft des Staates New York gegen ihn. Der Vorwurf: Darvas habe tatsächlich nie so viel Geld an der Börse verdient. Die Schilderungen in seinen Büchern seien falsch. Es seien nur 216.000 Dollar gewesen. Ein Richter blockte 1961 die Untersuchung als unzulässigen Angriff auf die freie Presse.

## Strafverfahren 1960
Das Time Magazine berichtete später, dass der New Yorker Generalstaatsanwalt Darvas angezeigte habe und ihm vorwarf, seine Geschichte sei „vollkommen falsch“ und dass sie einen „feststellbaren“ Gewinn von nur 216.000 US-Dollar erzielen könne. Die Maßnahme war die erste, die im Rahmen eines erweiterten Gesetz des Staats new York ergriffen wurde, das Betrug oder falsche Angaben bei der Erteilung von Anlageberatung verbot.
In einer Folgemeldung vom 13. Januar 1961 berichtete Time, dass die Untersuchung vom Gericht gestoppt wurde, das entschied, dass die Untersuchung durch Generalstaatsanwalt Louis J. Lefkowitz einen „ungerechtfertigten Eingriff in die freie Presse“ darstelle. Time berichtete auch, dass staatliche Ermittler zugaben, dass es ihnen nicht gelungen sei, alle Maklerkonten von Darvas aufzuspüren.
Darvas nannte die Anschuldigungen falsch, eine „zynisch verantwortungslose Handlung, Bücherverbrennung durch die Öffentlichkeit“.  Er erklärte: „Ich halte mich von einem Bärenmarkt fern und überlasse solche außergewöhnlichen Aktien denen, denen es nichts ausmacht, ihr Geld gegen den Markttrend zu riskieren.“
Darvas behauptete, nie Shortselling betrieben zu haben. Er sagte 1977: „Ich habe es selbst nie getan, weil ich psychologisch gesehen nicht für Leerverkäufe geeignet bin. Aber ich denke, dass die Märkte ihren Charakter inzwischen so sehr verändert haben, dass alle erfahrenen Anleger ernsthaft darüber nachdenken sollten. Es ist nichts für die sprichwörtlichen ‚Witwen und Waisen‘“.

## Tod
Darvas starb 1977 und liegt in Paris begraben.

## Werke
Als Autor veröffentlichte Darvas folgende Bücher:
- How I Made 2,000,000 in the Stock Market. Larchmont, New York 1960.
- Wall Street: The Other Las Vegas. Lyle Stuart, 1964.
- The Anatomy of Success. The Bobbs-Merrill Company, New York, 1965.
- The Darvas System for Over-The-Counter Profits. Lyle Stuart, 1971.
- You Can Still Make It in the Market. Playboy Press 1977, ISBN 978-0-872234-92-5.

In Deutsch:
- Wie ich 2 Millionen Dollar an der Börse gewann. Schuler, Stuttgart 1961.
- Analyse des Erfolges. Schuler, Stuttgart 1968.
- Die Darvas Methode: Wie ich zwei Millionen Dollar an der Börse gewann. Ein Wall-Street-Klassiker., 1997, ISBN 978-3-922669-22-7
- Das Wall-Street-Casino. So machen Sie mit Aktien ein Vermögen – und behalten es auch. Kulmbach: Börsenmedien 2005. ISBN 978-3-938350-05-8

In Ungarisch:
- Miklós Darvas: Hogyan nyertem 2 millió dollárt a tőzsdén.  Übersetzung von Mária Záboji. München 1962.